# Marianna Longa
Marianna Longa (* 26. srpna 1979, Tirano) je bývalá italská běžkyně na lyžích. Závodila za lyžařský klub G.S. Fiamme Gialle. Jezdila na lyžích značky Fischer. Startovala čtyřikrát na Mistrovství světa (2003, 2007, 2009, 2011) a dvakrát na Zimních olympijských hrách (2002, 2010) a je držitelkou stříbrné a bronzové medaile z těchto akcí.
Je vdaná, má syna a žije v Livignu.

## Největší úspěchy
- Mistrovství světa:
  - Liberec 2009: 2. místo v běhu na 10 km klasicky, 4. místo v kombinaci na 15 km, 3. místo v týmovém sprintu (s Ariannou Follis)

- Světový pohár:
  - 30. ledna 2009 Rybinsk 1. místo v běhu na 10 km volně

- Tour de Ski
  - Tour de Ski 2008/09: celkově 5. místo
  - Tour de Ski 2010/11: celkově 3. místo